# Maria Guida
Maria Guida, född den 23 januari 1966 i Vico Equense, är en italiensk före detta friidrottare som tävlade i långdistanslöpning och maratonlöpning.
Guida deltog vid VM 1993 på 10 000 meter och hon slutade på en tolfte plats. Vid VM 1995 i Göteborg slutade hon fyra på samma distans på tiden 31.27,82 vilket även blev hennes personliga rekord på distansen.
Efter VM i Göteborg började hon tävla på längre sträckor, hon deltog 1998 i VM i halvmaraton och vid EM 2002 vann hon guld i maratonlöpning.